# Kerkau
Kerkau è una frazione della città tedesca di Arendsee (Altmark), nella Sassonia-Anhalt.

Comprende la località di Lübbars.

## Storia
Kerkau fu nominata per la prima volta nel 1366. Costituì un comune autonomo fino al 1º gennaio 2010.